# 桑科城址
桑科城址，位于中国甘肃省夏河县桑科乡地仓村东南1.4公里。桑科城址现为甘肃省文物保护单位。
桑科城址现存墙垣残长500余米，墙体为夹棍版筑，基宽4米，残高4.5米，顶宽1.3米。。